# Shirley Knight
Shirley Enola Knight (Goessel (Kansas), 5 juli 1936 – San Marcos (Texas), 22 april 2020) was een Amerikaanse televisie- en theateractrice.

## Biografie
Knight studeerde drama  aan de HB Studio in New York.
Knight begon in 1955 met acteren in de film Picnic. Hierna vertolkte zij nog meer dan 180 rollen in films en televisieseries zoals The Fugitive (1964-1966), The Group (1966), Beyond the Poseidon Adventure (1979), As Good as It Gets (1997), Angel Eyes (2001), Divine Secrets of the Ya-Ya Sisterhood (2002), Desperate Housewives (2005-2007) en The Private Lives of Pippa Lee.
Knight was ook actief in het theater, in 1976 won zij een Tony Award voor haar rol in het toneelstuk Kennedy's Children en in 1997 werd zij genomineerd voor een Tony Award voor haar rol in The Young Man from Atlanta.
Knight was van 1959 tot en met 1969 getrouwd met de acteur Gene Persson. In 1970 trouwde zij met de schrijver John Hopkins, met wie zij twee kinderen kreeg. John Hopkins overleed in 1998.

## Prijzen[4]

### Academy Award
- 1963 Categorie: Beste Actrice in een Vrouwelijke Bijrol met de film Sweet Bird of Youth – genomineerd.
- 1961 Categorie: Beste Actrice in een Vrouwelijke Bijrol met de film The Dark at the Top of the Stairs – genomineerd.

### Emmy Awards
- 2006 Categorie: Uitstekende Gast Actrice in een Televisieserie met de televisieserie Desperate Housewives – genomineerd.
- 1995 Categorie: Uitstekende Gast Actrice in een Televisieserie met de televisieserie NYPD Blue – gewonnen.
- 1992 Categorie: Uitstekende Actrice in een Televisieserie met de televisieserie Law & Order – genomineerd.
- 1990 Categorie: Uitstekende Gast Actrice in een Televisieserie met de televisieserie Thirtysomething – genomineerd.
- 1989 Categorie: Uitstekende Gast Actrice in een Televisieserie met de televisieserie The Equalizer – genomineerd.
- 1988 Categorie: Uitstekende Gast Actrice in een Televisieserie met de televisieserie Thirtysomething – gewonnen.
- 1981 Categorie: Uitstekende Actrice met een Bijrol in een Film met de film Playing for Time – genomineerd.

### Golden Globe
- 1996 Categorie: Uitstekende Actrice met een Bijrol in een Film met de film Indictment: The McMartin Trial – gewonnen.
- 1963 Categorie: Uitstekende Actrice met een Bijrol in een Film met de film Sweet Bird of Youth – genomineerd.
- 1961 Categorie: Uitstekende Actrice met een Bijrol in een Film met de film The Dark at the Top of the Stairs – genomineerd.

### Laurel Awards
- 1968 Categorie: Uitstekende Actrice met een Bijrol in een Film met de film Petulia – genomineerd.

### Razzie Awards
- 1982 Categorie: Slechtste Actrice in een Film met de film Endless Love – genomineerd.

### Satellite Awards
- 1999 Categorie: Beste Optreden door een Actrive in een Bijrol met de film The Wedding – genomineerd.
- 1998 Categorie: Beste Optreden door een Actrive in een Bijrol met de film As Good as It Gets – genomineerd.

### Venice Film Festival
- 1967 Categorie: Beste Actrice met de film Dutchman – gewonnen.

## Filmografie[5]

### Films
Selectie:
- 2015 - Paul Blart: Mall Cop 2 - als moeder
- 2011 - Our Idiot Brother – als Ilene
- 2011 - Elevator – als Jane Redding
- 2010 - Listen to Your Heart – als Oma Sam
- 2009 - The Private Lives of Pippa Lee – als Dot Nadeau
- 2009 - Paul Blart: Mall Cop – als Mama
- 2006 -  Grandma's Boy - als Bea
- 2002 - Divine Secrets of the Ya-Ya Sisterhood – als Necie Rose Kelleher
- 2001 - Angel Eyes – als Elanora Davis
- 1997 - As Good as It Gets – als Beverly Connelly
- 1995 - Children of the Dust – als Tante Bertha
- 1981 - Endless Love – als Ann Butterfield
- 1979 - Beyond the Poseidon Adventure – als Hannah Meredith
- 1974 - Juggernaut - als Barbara Bannister
- 1968 - Petulia – als Polo
- 1966 - The Group – als Polly
- 1964 - Flight from Ashiya – als Caroline Gordon
- 1962 - Sweet Bird of Youth – als Heavenly Finley

### Televisieseries
Uitgezonderd eenmalige gastrollen.
- 2005 – 2007 Desperate Housewives – als Phyllis Van De Kamp – 5 afl.
- 1998 – 1999 Maggie Winters – als Estelle Winters – 16 afl.
- 1998 Significant Others – als Mevr. Callaway – 2 afl.
- 1987 – 1990 Thirtysomething – als Ruth Murdoch – 2 afl.
- 1985 – 1987 Spenser: For Hire – als Katie Quirk – 2 afl.
- 1962 – 1963 The United States Steel Hour – als ?? – 2 afl.
- 1959 The Texan – als Lilly Akins – 2 afl.
- 1958 – 1959 Buckskin – als Mevr. Newcomb – 20 afl.

## Theaterwerk[6]
- 2009 Come Back, Come Back, Wherever You Are- als ??
- 1997 The Young Man from Atlanta – als Lily Dale Kidder
- 1979 A Lovely Sunday for Creve Coeur – als ??
- 1975 – 1976 Kennedy's Children – als Carla
- 1969 The Watering Place – als Janet
- 1966 We Have Always Lived in the Castle – als Constance
- 1964 The Three Sisters – als Irina
- ???? Landscape of the Body - als ??

- Biblioteca Nacional de España: XX971894
- Bibliothèque nationale de France: cb141940779 (data)
- Gemeinsame Normdatei: 142902853
- International Standard Name Identifier: 0000 0001 0718 2087
- Library of Congress Control Number: no95030119
- MusicBrainz: 82eef83e-ae2b-4f9d-89e4-75cb0b4999b1
- Nationale Bibliotheek van Tsjechië: xx0171022
- Nationale Bibliotheek van Israël: 987007411037305171
- Nationale Bibliotheek van Polen: a0000001617629
- SNAC: w63f8fz6
- Système universitaire de documentation: 165173025
- Virtual International Authority File: 27277296
- WorldCat: E39PBJc834gPvbh3cCmbcRfjG3